# Bob Hoskins
Robert William "Bob" Hoskins, född 26 oktober 1942 i Bury St. Edmunds, Suffolk, död 29 april 2014 i London, var en brittisk skådespelare. 
Bland Hoskins roller märks de i Pennies from Heaven (1978), Den blodiga långfredagen (1980), Mona Lisa (1986), Vem satte dit Roger Rabbit (1988), Kärleksfeber (1990), Super Mario Bros. (1993), Brazil (1985), Hook (1991), Nixon (1995), Enemy at the Gates (2001), Mrs. Henderson presenterar (2005), En julsaga (2009), Flickorna i Dagenham (2010) och Snow White and the Huntsman (2012). Han regisserade även två filmer.

## Biografi
Hoskins föddes i småstaden Bury St. Edmunds men växte upp i stadsdelen Finsbury Park på gränsområdet mellan Islington, Haringey och Hackney i norra London. Han använde också cockneydialekt i många av sina rollprestationer.
Bob Hoskins hade haft ett otal arbeten innan han prövade på skådespeleri. Han gjorde sin scendebut 1969.
Efter en del småroller på film och TV fick han 1978 sitt stora genombrott i den lovprisade TV-serien Pennies from Heaven, i rollen som notförsäljaren Arthur Parker.
Bob Hoskins rolltolkningar i brittiska filmer som Den blodiga långfredagen och Mona Lisa gjorde honom till en kritikerfavorit, och han Oscarnominerades för sin roll som chaufför åt en lyxprostituerad i Mona Lisa 1986. Han fick även BAFTA-priset och pris vid filmfestivalen i Cannes. Hoskins gjorde senare komiska roller i Terry Gilliams Brazil, Super Mario Bros. och Mrs. Henderson presenterar (den senare gav honom en Golden Globe-nominering för Bästa manliga biroll). Under sent 1980-tal och tidigt 1990-tal medverkade han i reklamer för privatbolagen British Gas och British Telecoms.
Han spelade Nikita Chrusjtjov i filmen Enemy at the Gates. Chrusjtjov visades i sina politiska kommisardagar under Slaget vid Stalingrad.
Hoskins gjorde en liten roll som en manager för ett rockband i Pink Floyd filmen Pink Floyd The Wall, där han hade en replik på ett ord. Han har även arbetat som regissör. Det var meningen att Hoskins skulle vara en sista-minuten-ersättning i filmen De omutbara om filmens stjärna Robert De Niro bestämt sig för att inte spela Al Capone. När De Niro tog rollen skickade regissören Brian DePalma en check på 200 000 dollar och tackade Hoskins. Det ledde till att Hoskins ringde DePalma för att fråga honom om det fanns några andra filmer DePalma inte ville ha honom i.
Några av Hoskins andra notervärda framträdande inkluderar rollen som detektiven Eddie Valiant i Vem satte dit Roger Rabbit, rollprestationen mot Cher i Kärleksfeber och som farbror Bart, den våldsamme ägaren av Jet Li i Danny the Dog.
Det gick flera rykten om att han var favorit till att spela rollen som Pingvinen i uppföljaren till filmen Batman Begins.
I augusti 2012 meddelade Hoskins sin pensionering till följd av Parkinsons sjukdom och för att umgås mer med sina närstående. Därmed blev Snow White and the Huntsman Hoskins sista filmroll. 
Den 29 april 2014 avled Bob Hoskins av en lunginflammation. Han efterlämnade hustru och två barn samt två barn från ett tidigare äktenskap.

## Filmografi i urval
- 1972 – Up the Front
- 1978 – Pennies from Heaven (Miniserie)
- 1980 – Den blodiga långfredagen
- 1982 – Pink Floyd The Wall
- 1985 – Brazil
- 1986 – Mona Lisa
- 1987 – Judith Hearnes öde
- 1988 – Vem satte dit Roger Rabbit
- 1990 – Mitt svarta jag
- 1990 – Kärleksfeber
- 1991 – Hook
- 1992 – Släkten är värst
- 1993 – Super Mario Bros.
- 1995 – Nixon
- 1995 – Balto (röst)
- 1997 – Spice World
- 1998 – Felicias resa
- 1999 – David Copperfield
- 2000 – Don Quijote (TV-film)
- 2001 – En försvunnen värld (Miniserie)
- 2001 – Enemy at the Gates
- 2002 – Kärleken checkar in
- 2004 – Vanity Fair
- 2005 – Danny the Dog
- 2005 – Maskens återkomst
- 2005 – Stay
- 2005 – Paris, je t'aime
- 2005 – Mrs. Henderson presenterar
- 2006 – Gustaf 2 (röst)
- 2006 – Hollywoodland
- 2008 – Doomsday
- 2009 – The Street (TV-serie)
- 2009 – En julsaga (röst)
- 2010 – Flickorna i Dagenham
- 2012 – Snow White and the Huntsman